# Land Rover Defender
Land Rover Defender är en terrängbil som tillverkats av den brittiska biltillverkaren Land Rover sedan 1983.

## Land Rover 90/110
1983 genomgick Land Rover den mest omfattande moderniseringen sedan introduktionen 1948. Bilen fick skruvfjädrar runt om för bättre vägegenskaper och högre komfort. Den fick även permanent fyrhjulsdrift från Range Rover. På utsidan infördes hel vindruta samt plan front med längre motorhuv. Bilen fanns med två olika hjulbaser och marknadsfördes som Land Rover 90 respektive Land Rover 110 där modellnamnet avser hjulbasen i tum.
Varianter:
| Modell  | Årsmodell | Motor              | Cylindervolym | Effekt | Bränslesystem |
| ------- | --------- | ------------------ | ------------- | ------ | ------------- |
|         | 1983-90   | 4-cyl radmotor ohv | 2286 cm³      | 75 hk  | Förgasare     |
| Diesel  | 1983-90   | 4-cyl radmotor ohv | 2495 cm³      | 68 hk  | Dieselmotor   |
| Turbo D | 1987-90   | 4-cyl radmotor ohv | 2495 cm³      | 86 hk  | Turbodiesel   |
| V8      | 1989-90   | 8-cyl V-motor ohv  | 3528 cm³      | 116 hk | Förgasare     |

## Land Rover Defender (L316)
1990 får den klassiska Land Rovern ett nytt modellnamn: Defender. Samtidigt införs en ny, modern dieselmotor med direktinsprutning och en tredje modell tillkommer på programmet: en pick up med dubbelhytt byggd på 127 tums hjulbas.
2002 genomförs en uppdatering som bland annat omfattar en modernisering av instrumentbrädan och inredningen.
2007 uppdateras modellen ännu en gång då Land Rovers egen dieselmotor ersätts av en modernare version från dåvarande ägaren Ford.
Med åren blir det allt svårare att anpassa Land Rover efter ökade krav på säkerhet och avgasrening och det sista exemplaret tillverkas vid fabriken i Solihull den 29 januari 2016.
Varianter:
| Modell | Årsmodell | Motor               | Cylindervolym | Effekt | Bränslesystem          |
| ------ | --------- | ------------------- | ------------- | ------ | ---------------------- |
|        | 1990-94   | 4-cyl radmotor ohv  | 2495 cm³      | 84 hk  | Förgasare              |
| Tdi    | 1990-2006 | 4-cyl radmotor ohv  | 2495 cm³      | 113 hk | Turbodiesel            |
| V8     | 1990-98   | 8-cyl V-motor ohv   | 3946 cm³      | 163 hk | Bränsleinsprutning     |
| Td5    | 1999-2006 | 5-cyl radmotor SOHC | 2498 cm³      | 122 hk | Turbodiesel            |
| Td4    | 2007-11   | 4-cyl radmotor DOHC | 2402 cm³      | 122 hk | Commonrail turbodiesel |
| Td4    | 2012-16   | 4-cyl radmotor DOHC | 2198 cm³      | 122 hk | Commonrail turbodiesel |

## Land Rover Defender (L663)
På bilsalongen i Frankfurt i september 2019 introducerades en helt ny generation som utvecklats under den nya ägaren Tata Motors. Den nya bilen har självbärande kaross och individuell hjulupphängning runt om. Bilen tillverkas i Jaguar Land Rovers fabrik i Slovakien.
Varianter:
| Modell | Årsmodell | Motor               | Cylindervolym | Effekt | Bränslesystem                 |
| ------ | --------- | ------------------- | ------------- | ------ | ----------------------------- |
| D200   | 2020      | 4-cyl radmotor DOHC | 1999 cm³      | 200 hk | Commonrail turbodiesel        |
| D240   | 2020      | 4-cyl radmotor DOHC | 1999 cm³      | 240 hk | Commonrail turbodiesel        |
| P300   | 2020-     | 4-cyl radmotor DOHC | 1997 cm³      | 300 hk | Direktinsprutning, turbo      |
| P400   | 2020-     | 6-cyl radmotor DOHC | 2996 cm³      | 400 hk | Direktinsprutning, turbo      |
| D200   | 2021-     | 6-cyl radmotor DOHC | 2996 cm³      | 200 hk | Commonrail turbodiesel        |
| D250   | 2021-     | 6-cyl radmotor DOHC | 2996 cm³      | 250 hk | Commonrail turbodiesel        |
| D300   | 2021-     | 6-cyl radmotor DOHC | 2996 cm³      | 300 hk | Commonrail turbodiesel        |
| P525   | 2021-     | 8-cyl V-motor DOHC  | 5000 cm³      | 525 hk | Direktinsprutning, kompressor |